# Ладзарини, Эудженио
Эудженио Ладзарини (итал. Eugenio Lazzarini; род. 26 марта 1945, Урбино, Италия) — итальянский мотогонщик, трехкратный чемпион мира по шоссейно-кольцевым мотогонкам: дважды в классе 50 сс (1979, 1980) и один раз в классе 125 сс (1978).

## Биография
В 1967 году Эудженио Ладзарини победил на чемпионате Италии в классе 125сс среди юниоров. В следующем году перешел в разряд «взрослых», заняв в чемпионате Италии четвертое место, выступая в классе 125сс мотоцикл Bultaco. В 1969 году Ладзарини, выступая за рулем Aermacchi, улучшил свои результаты в чемпионате Италии, заняв второе место.
Карьера Эугенио Ладзарини в чемпионате мира начинается в 1969 году, когда он принял участие в двух гонках в классе 50сс с Morbidelli и одной в классе 250сс с Benelli. В следующие три года он принимал участие в нескольких гонках в течение сезона.
Первый полноценный сезон в чемпионате мира Ладзарини провел в 1973 году, проведя восемь гонок в классе 125сс с Maico. Этот год подарил Эугенио первую победу на этапах серии, которая произошла на Гран-При Нидерландов в классе 125сс.
Оставив выступления в классе 50сс в 1970 году, Ладзарини снова возвращается к нему в 1975 году, до конца карьеры регулярно выступая в двух классах: 50сс и 125сс (кроме сезонов 1981 и 1984 годов, когда он выступал лишь в 125сс).
В 1975 году Эудженио выиграл свой первый Гран-При в классе 50сс: в Швеции на Piovaticci.
В 1978 году Ладзарини завоевал свой первый титул чемпиона мира, выступая в классе 125cc на MBA, в течение сезона выиграв 4 из 10 гонок.
В следующем году Эудженио повторил свой успех, выиграв чемпионат мира в классе 50сс, выступая на Kreidler. В 1980 году Ладзарини второй раз подряд выиграл чемпионат мира в классе 50сс, выступая на IPREM — мотоцикле, который сконструировал его друг Гвидо Манчини, что до этого был уволен с Kreidler.
Карьеру в мотоспорте Эудженио Ладзарини завершил в 1984 году.